# Miroslava Pešíková
Miroslava Pešíková (* 11. srpna 1946 Praha) je česká sólová tanečnice a baletní mistryně.
V roce 1966 absolvovala taneční oddělení pražské konzervatoře a v tomtéž roce získala angažmá v Národním divadle. Od roku 1971 zde byla sólistkou baletu. V Národním divadle působila až do roku 1997.
V roce 1973 a pak znovu v roce 1976 byla několik měsíců na stáži ve Velkém divadle v Moskvě a v Moskevském akademickém hudebním divadle.
V období 1998–2001 byla baletní mistryní v Plzni, vyučovala rovněž na Soukromé taneční konzervatoři v Praze.
Je manželkou skladatele Juraje Filase.

## Taneční role, výběr
- 1971 P.I.Čajkovskij: Šípková Růženka, Princezna Zlatovláska, Národní divadlo, režie Jiří Blažek
- 1973 A. Ch. Adam: Gisele, Venkovská dívka, Smetanovo divadlo, režie Jiří Blažek
- 1974 Sergej Prokofjev: Romeo a Julie, Julie, Smetanovo divadlo, režie Petr Weigl
- 1980 Sergej Prokofjev: Popelka, Adéla, Smetanovo divadlo, režie K. M. Sergejev
- 1989 P. I. Čajkovskij: Spící krasavice, Víla šeříku, Smetanovo divadlo

## Ocenění
- 1977 titul zasloužilá umělkyně
- 1978 ocenění Zasloužilá členka ND
- 1980 titul národní umělkyně